# Моя родина та інші звірі (телесеріал)
«Моя родина та інші звірі» (англ. My Family and Other Animals) — британський мінісеріал з 10 епізодів, знятий за однойменною автобіографічною книгою Джеральда Даррелла телекомпанією Бі-бі-сі у 1986 році в Греції. Прем'єра відбулася у Великій Британії 17 жовтня — 19 грудня 1987 року.

## Сюжет
Симпатична британська родина, яка складається з мами-удови та її чотирьох дітей — письменника Ларрі, мисливця Леслі, кокетки Марго і юного зоолога Джеррі, приїжджає на залитий сонцем грецький острів Корфу, де на них чекає багато цікавих знайомств, відкриттів та пригод. Джеррі знайомиться із доктором Теодором Стефанідесом, який стає його другом і наставником, заохочуючи його зацікавлення світом живої природи і братів наших менших.

## У ролях
| Актор            | Роль                                    |
| ---------------- | --------------------------------------- |
| Даррен Редмейн   | Джеррі (Джеральд Даррелл)               |
| Ханна Гордон     | мама (Луїза Даррелл)                    |
| Браян Блессід    | Спіро Хакьяопулос                       |
| Крістофер Годвін | Теодор Стефанідес                       |
| Ентоні Калф      | Ларрі (Лоуренс Даррелл)                 |
| Гай Скентлебарі  | Леслі Даррелл                           |
| Сара-Джейн Холм  | Марго Даррелл                           |
| Пол Ріс          | Джордж                                  |
| Джон Нормінгтон  | містер Кралевскі, вчитель               |
| Евелін Лей       | мисіс Кралевскі, мама містера Кралевскі |
| Чарміан Мей      | графиня Мелані де Торро                 |